# Мартинес, Исаак
Исаак Иерех Мартинес Камачо (исп. 
Isaac Jireh Martínez Camacho; род. 23 марта 2006) — мексиканский футболист, полузащитник клуба «Гвадалахара».

## Клубная карьера
Мартинес — воспитанник клуба «Гвадалахара».

## Международная карьера
В 2023 году в составе юношеской сборной Мексики Мартинес выиграл юношеском Кубке КОНКАКАФ в Гватемале. На турнире он сыграл в матчах против сборных Кюрасао, Гватемалы, Никарагуа, Сальвадора, США и дважды Панамы. В поединках против американцев и кюрасаосцев Исаак забил по голу.
В том же году Мартинес принял участие в юношеском чемпионате мира в Индонезии. На турнире он сыграл в матчах против команд Германии, Венесуэлы, Новой Зеландии и Мали.

## Достижения
Международные
 Мексика (до 17)
- Победитель Юношеского кубка КОНКАКАФ — 2023